# گیلچین
گیلچین (به لاتین: Gilchin) یک منطقهٔ مسکونی در روسیه است که در استان آمور واقع شده‌است.